# クリッパーオデッセイ
クリッパーオデッセイ（Clipper Odyssey）はクリッパー・クルーズラインが運航していたプレミアムクラスのクルーズ客船。

## 概要
1987年に昭和海運（1998年に日本郵船に合併）が客船事業への参入を発表し日本鋼管に60室定員120名の客船を発注、1989年当時世界最高のクルーズ客船と評価されていたキュナード・ライン「シー・ゴッデス（en）」をモデルに日本鋼管津製作所が建造し、「おせあにっくぐれいす」の船名で就航した小型高級クルーズ客船である。昭和海運を中心に丸紅・安田火災海上保険・全日空・パレスホテル・日本鋼管の出資による、客船事業の子会社「オセアニッククルーズ」により運航され、当初は発展途上の日本のクルーズ市場を考慮した事業の成立のため自家用ヨットでのクルージングの代用を図る最高級レベルの「ヨット型客船クルーズ」を目指す形とし、「海からのDISCOVER JAPAN」をコンセプトに夏は日本近海と冬はサイパンなど南方の海域にてクルーズを実施。初期投資負担を軽減すべく法人メンバー制度も行い会員権を購入した法人には一定数の半額割引券を提供する形とし、1991年までに70社が入会していた。
「日本人が海から日本を再発見できるよう浅い喫水とし、陸岸近くを航行でき浅い水深の港に入港ができる」「最高の船内サービスと船客同士の親近感が持てるよう少人数の旅客定員とする」「マリンレジャーを楽しめる」「乗客スペースを十分に広く取る」といった船型コンセプトを設定、デザインはヨットデザインに造詣の深いオランダのStudio Achtが担当し外観は船首デッキに柔らかな丸みをもたせ、船体に丸窓を配しレーダーマストやインマルサットのドームは強調された形状、カラーリングはオフホワイトにナイトブルーのストライプを入れ優美な貴婦人をイメージし、ファンネルマークは優雅な海のイメージを女性に例えたものとした。サービス面では東京パレスホテルが飲食を担当し、船尾のプラットホームから出入りする形でダイビングや水上スキーなどマリンスポーツも提供された。
しかしクルーズ旅行の草創期にあった日本では上質な小型クルーズ船の需要が少なく、また大型船による長期クルーズの需要が高かった事もあり利用者は年間で1.2万人から1.5万人程度にとどまり1997年1月31日に昭和海運は客船事業からの撤退を発表、6月1日に昭和海運での運航を終了、客船関連の子会社3社の累積損失等30億円を特別損失とした。
同年スパイスアイランド・クルーズラインに売却され船名は「OCEANIC ODYSSEY」に改められバリ島周辺でのクルーズに用いられた。その後1998年にクリッパー・クルーズラインが購入し「クリッパーオデッセイ」となり、2007年にはインターナショナルシッピングパートナーに渡りチャーター利用を中心に世界各地に配船。2014年にシルバーシー・クルーズに渡り「シルバー・ディスカバラー」として運航され探検型客船として当初運航されていた日本にも寄港、2019年にクロワジ・ヨーロッパに移籍し「ラ・ベル・デ・オーシャン」として就航。

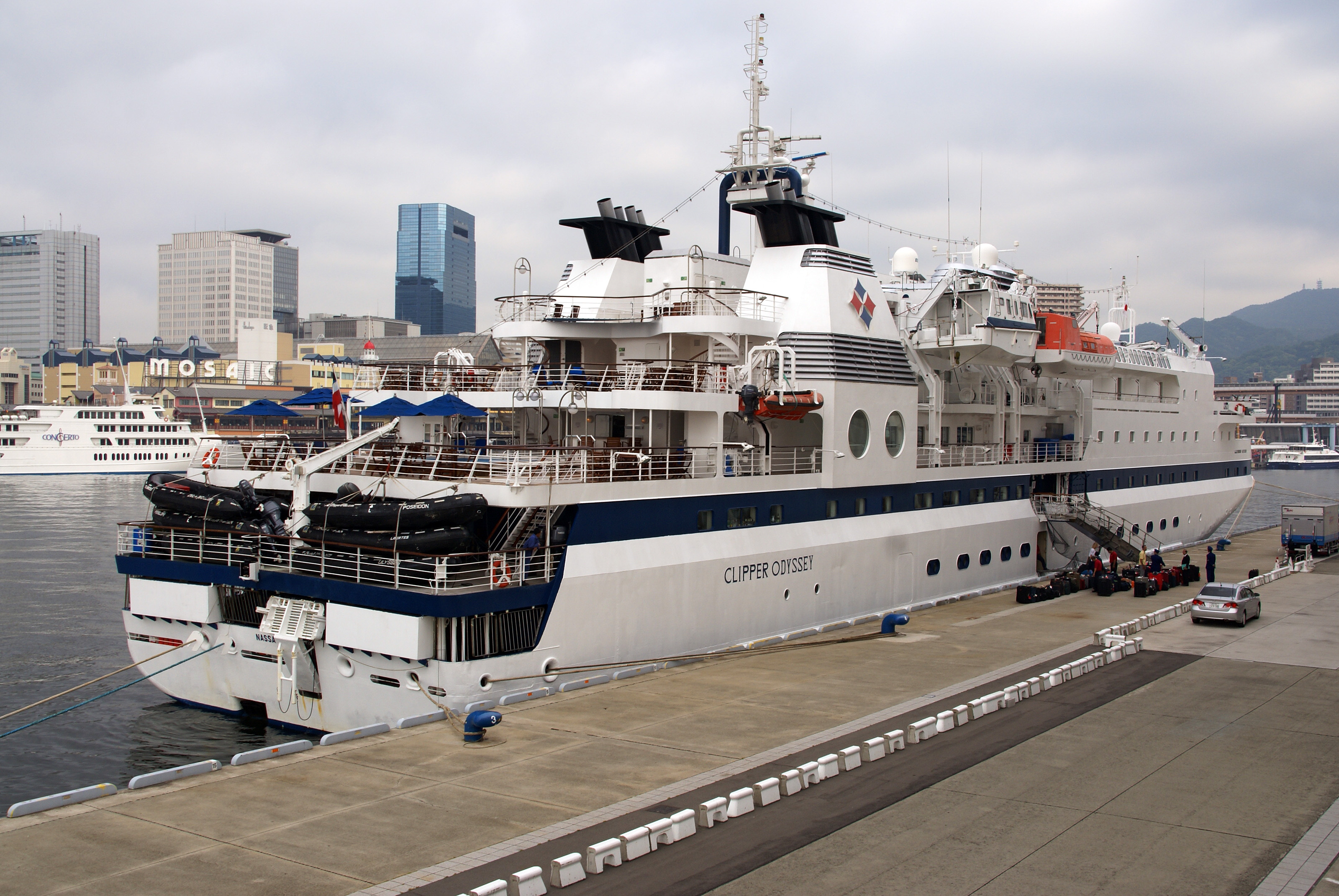
船尾（神戸港中突堤）
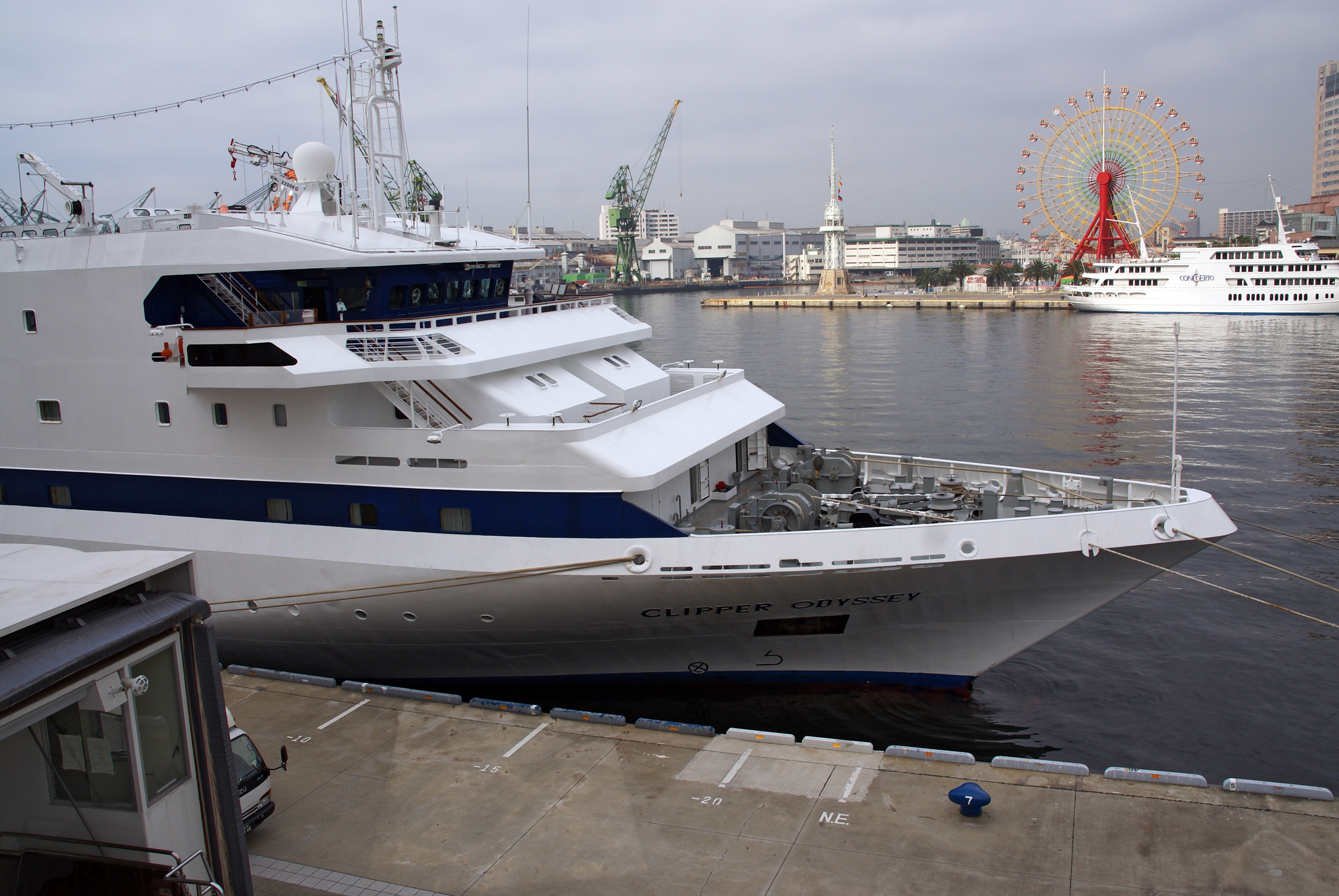
船首（神戸港中突堤）
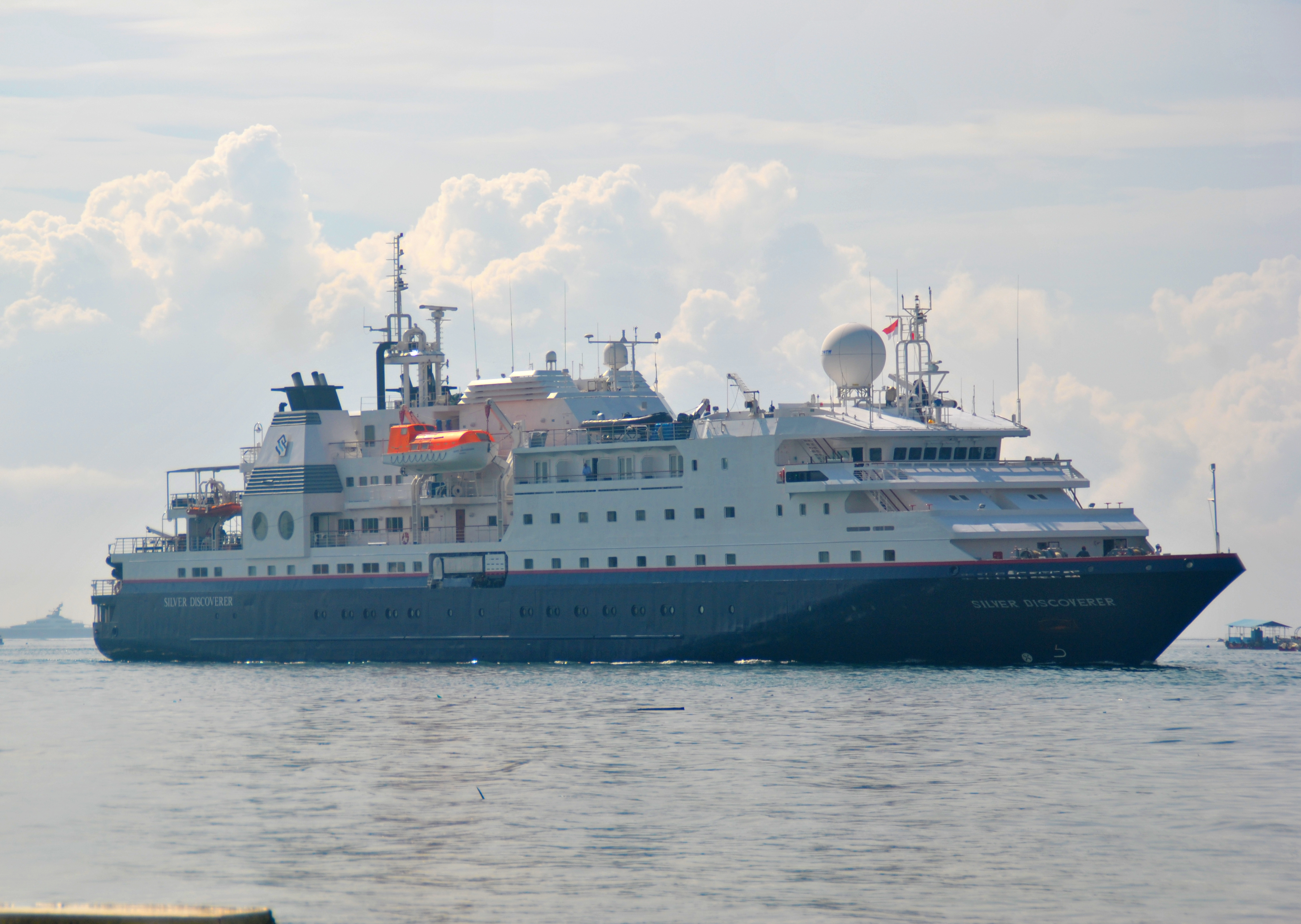
シルバー･ディスカバラー時代（インドネシア・ベノア港）

## 施設
おせあにっくぐれいす時代
全体配置は垂直方式とし、居室を船首部・公室を船尾部に集め居室への騒音を軽減しサービスフローの単純化を図った。またオープンデッキはチーク材でまとめられた。
- デッキ - 5層
- 客室 - オリジナルデザインのカーペットやヘッドカバーとブナ材を用いつつ真鍮をアクセントに上品で落ち着きある雰囲気とした。
  - キャビンA（1室） - 特別室、バーカウンター・ベランダ付デイルームとベッドルームによるスイートルーム
  - キャビンB（9室） - ベランダ付き通常室
  - キャビンC（50室） - 通常室、ツインベッド・バスユニット付き
  - 3デッキは緑、4デッキはピンク、5デッキは青色を基調とした[9]。
- 公室
  - 7デッキ - サンデッキ
  - 6デッキ - 「活動の場」の位置付けとして健康と美容の設備を設けた。
    - サウナ（男性用ドライサウナ・女性用ウェットサウナ・男女各冷水バスタブ）[9]
    - ビューティサロン
    - ジム
    - 操舵室 - オープンブリッジ方式で常時乗客の立ち入りが可能だった[13]。
    - ジャグジー[9]

  - 5デッキ - 「昼の場」の位置付けとされた。
    - リドデッキ
    - デイラウンジ - リドデッキと一体化してライトブルーを基調に明るくさわやかなインテリアとし軽食を提供した。
    - バー「グレースバー」[9]
    - プール - スキューバダイビング講習会用のサイズを備えた[9]。
    - プールサイドバー
    - ショップ
    - 図書室

  - 4デッキ - 「夜の場」の位置付けとされた。
    - メインラウンジ - ワインレッドを基調としたカーペットや天井を配し、ダンスフロアやディスコ設備を設けカクテルやショーを提供。
    - ナイトバー - 黒を基調に淡い色調の壁や天井を設け日本人の感覚を意識した内装とし、後部にチーク材のデッキを配した。
    - インフォメーション
    - サイドドア

  - 3デッキ
    - レストラン（130席） - グリーンのカーペットとベージュの壁面で落ち着いた雰囲気とし、アクセントにステンレスの鏡面仕上げ天井をあしらった。
    - 医務室
    - レセプション[3]
    - スイミングプラットフォーム
    - 補助サイドドア

シルバー・ディスカバラー時代
- デッキ7
  - サンデッキ
- フィットネスセンター
  - ビューティー&マッサージ
- デッキ6
  - メダリオン・スイート（1室）
  - ビスタ・スイート（4室）
  - ベランダ・スイート（8室）
- デッキ5
  - ビュー・スイート（16室）
  - ディスカバラーラウンジ
  - プロムナード
  - プール
  - バー
  - プールグリル
- デッキ4
  - ビュー･スイート（24室）
  - ロビー・レセプション
  - メインラウンジ・レクチャールーム
- デッキ3
  - エクスプローラー・スイート（9室）
  - レストラン
  - 医務室

## 事故・アクシデント
- 2002年7月、ベーリング海のセントマシュー島で座礁するも大規模な損傷は発生しなかった[16]。
- 2004年8月、アリューシャン列島付近で座礁し乗客と乗組員が退避。5,000ガロン（約19キロリットル）の燃料が漏出し修繕完了までに2ヶ月間を要した[17][18][16]。
- 2019年11月25日、タイのピピ島南方沖にて座礁し数時間航行を停止。その後地元海軍に曳航されプーケット港へ向かい77名の乗客が降船した。事故後本船はシンガポールで修繕を行った[19][20][11]。